# Каменьчиці (Малопольське воєводство)
Каменьчиці (пол. Kamieńczyce) — село в Польщі, у гміні Мехув Меховського повіту Малопольського воєводства.
Населення — 69 осіб (2011).
У 1975-1998 роках село належало до Келецького воєводства.

## Демографія
Демографічна структура станом на 31 березня 2011 року:
|          | Загалом | Допрацездатний вік | Працездатний вік | Постпрацездатний вік |
| -------- | ------- | ------------------ | ---------------- | -------------------- |
| Чоловіки | 34      | 8                  | 20               | 6                    |
| Жінки    | 35      | 6                  | 21               | 8                    |
| Разом    | 69      | 14                 | 41               | 14                   |